# Сеад Насуфовић
Сеад Насуфовић (Бијело Поље, 22. јун 1979) је трећи реис-ул-улема Исламске заједнице Србије. На ту позицију изабран је 2016. године, уместо Адема Зилкића. Њега је 2023. године заменио Сенад Халитовић.

## Биографија
Родио се 22. јуна 1979. у Бијелом Пољу. Основну школу је завршио у родном граду, а медресу „Гази Иса-бег” у Новом Пазару. Завршио је неколико факултета где је стекао следећа звања: дипломирани исламски теолог, дипломирани исламски педагог, мастер исламске педагогије, дипломирани филолог србиста/босниста, мастер филолог србиста/босниста. Тренутно је докторанд на Филолошком факултету Универзитета у Београду на модулу за књижевност.
Био је имам у џамијама у Бијелом Пољу, Бару и Новом Пазару. Радио је као професор матерњег језика у медреси „Синан бег” у Новом Пазару. Био је председник Уставног суда Исламске заједнице Србије.

### Избор за реис-ул-улему
У јуну 2016. године на седници Врховног сабора Исламске заједнице Србије која је одржана у Новом Пазару разрешен је дужности комплетан ријасет Исламске заједнице Србије на челу са реис-ул-улемом Адемом Зилкићем, као и србијански муфитија Мухамед Јусуфспахић. За новог србијанског муфтију постављен је Абдулах Нуман. Изабрани су и нови муфтија санџачки (Хасиб Суљовић) и нови муфтија прешевски (Неџмедин Сћипи). До избора новог реис-ул-улеме одлучено је да Исламску заједницу Србије водити повереништво сачињено од тројице муфтија (србијанског, санџачког и прешевског). Сеад Нусуфовић је изабран за новог реис-ул-улему 2. јула 2016. године, а свечано је устоличен у Бајракли џамији у Београду. Он би на том месту требало да остане до 2021. године.